# Capilla (Badajoz)
Capilla je španělské město situované v provincii Badajoz (autonomní společenství Extremadura).

## Poloha
Obec je vzdálena 43 km od Castuery a 211 km od města Badajoz. Patří do okresu La Serena a soudního okresu Castuera.

## Historie
V roce 1834 se obec stává součástí soudního okresu Puebla de Alcocer. V roce 1842 čítala obec 84 usedlostí a 287 obyvatel.

## Odkazy

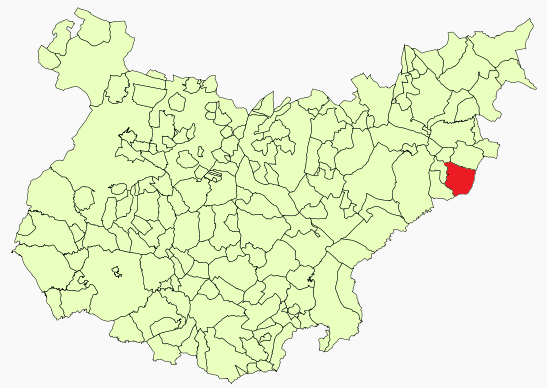
Poloha obce v provincii Badajoz

## Demografie
| Populace obce Capilla z let (1842–2010) | Populace obce Capilla z let (1842–2010) | Populace obce Capilla z let (1842–2010) | Populace obce Capilla z let (1842–2010) | Populace obce Capilla z let (1842–2010) | Populace obce Capilla z let (1842–2010) | Populace obce Capilla z let (1842–2010) | Populace obce Capilla z let (1842–2010) | Populace obce Capilla z let (1842–2010) | Populace obce Capilla z let (1842–2010) | Populace obce Capilla z let (1842–2010) | Populace obce Capilla z let (1842–2010) | Populace obce Capilla z let (1842–2010) | Populace obce Capilla z let (1842–2010) | Populace obce Capilla z let (1842–2010) | Populace obce Capilla z let (1842–2010) | Populace obce Capilla z let (1842–2010) | Populace obce Capilla z let (1842–2010) |
| --------------------------------------- | --------------------------------------- | --------------------------------------- | --------------------------------------- | --------------------------------------- | --------------------------------------- | --------------------------------------- | --------------------------------------- | --------------------------------------- | --------------------------------------- | --------------------------------------- | --------------------------------------- | --------------------------------------- | --------------------------------------- | --------------------------------------- | --------------------------------------- | --------------------------------------- | --------------------------------------- |
| 1842                                    | 1857                                    | 1860                                    | 1877                                    | 1887                                    | 1897                                    | 1900                                    | 1910                                    | 1920                                    | 1930                                    | 1940                                    | 1950                                    | 1960                                    | 1970                                    | 1981                                    | 1991                                    | 2001                                    | 2010                                    |
| 287                                     | 448                                     | 394                                     | 485                                     | 575                                     | 451                                     | 685                                     | 697                                     | 623                                     | 894                                     | 614                                     | 882                                     | 672                                     | 500                                     | 297                                     | 232                                     | 212                                     | 179                                     |